# Hermann I. von Henneberg

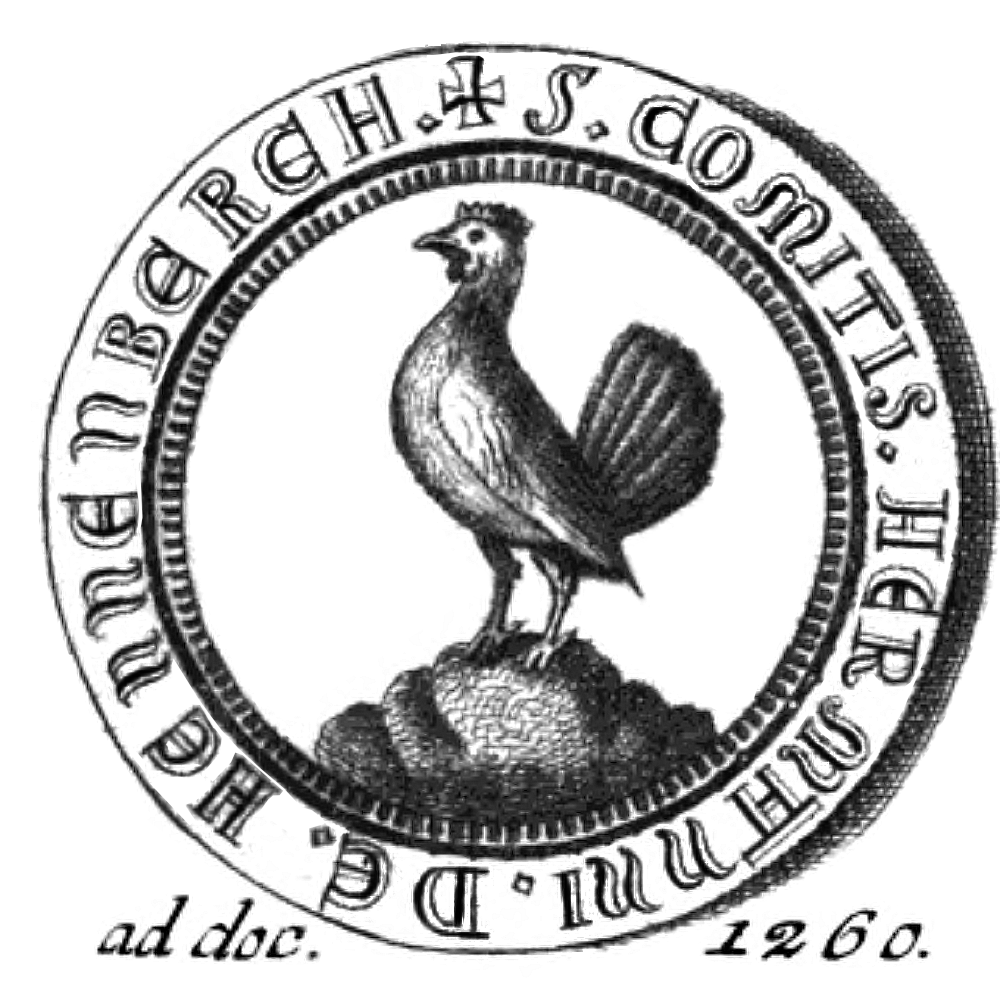
Zeichnung des Siegels des Grafen Hermann I. von Henneberg-Coburg im Jahre 1260

Graf Hermann I. von Henneberg (* 1224; † 18. Dezember 1290) war verheiratet 1249 mit Margarete († 26. März 1276), der Schwester Wilhelms von Holland, des Grafen von Holland und römisch-deutschen Königs (bzw. Gegenkönigs). Er begründete die „Neue Herrschaft“ mit Gebieten um Coburg und Eisfeld, welche später mit Katharina von Henneberg als Pflege Coburg an die Wettiner gingen.
Er stammte aus der Ehe seines Vaters Poppo VII. von Henneberg mit Jutta von Thüringen (* 1184; † 6. August 1235 in Schleusingen), der ältesten Tochter des Landgrafen Hermann I. von Thüringen. Sowohl für Poppo als auch für Jutta war es die zweite Ehe. Markgraf Heinrich III. (* um 1215 in Meißen?; † 15. Februar 1288 in Dresden) war mütterlicherseits sein Halbbruder. Graf Heinrich III. von Henneberg (* vor 1226; † 9. April 1262) war väterlicherseits sein Halbbruder, welcher bei der Besitzteilung die alte Grafschaft Henneberg erhielt. Hermann, dem zeitweise selbst die Kandidatur angetragen wurde, unterstützte die Wahl seines Onkels Heinrich Raspe zum deutschen (Gegen-)König. Hermanns Tochter Judith war die zweite Frau von Otto (V.) von Brandenburg (* um 1246; † 1298).
Der Henneberger unterstützte die Ansprüche seines Verwandten Berthold von Henneberg auf den Bischofstitel von Würzburg. Da dieser nicht die erforderliche Mehrheit im Domkapitel fand, eskalierte der Konflikt schließlich militärisch. Am 8. August 1266 zog Hermann von Henneberg mit den verbündeten Grafen zu Castell gegen die Truppen des Domkapitels. In der sogenannten Cyriakusschlacht unterlagen die Henneberger. Allerdings blieb der Konflikt danach weiterhin bestehen.
Hermanns überregionale Bedeutung zeigte sich beispielsweise darin, dass sich sein Name in den Dichtungen des Tannhäusers überliefert hat (Nr. 6 Ich mouz clagen, Vers XXIX):
An Hennenberg vil êre lît,
mit tugenden wol beschoenet.
grâve Herman, ouwê der zît,
daz der niht wart gekroenet!